# Emma Villas Volley 2021-2022
Questa voce raccoglie le informazioni riguardanti l'Emma Villas Volley nelle competizioni ufficiali della stagione 2021-2022.

## Stagione
Nella stagione 2021-22 l'Emma Villas Volley assume la denominazione sponsorizzata di Emma Villas Aubay Siena.
Partecipa per la sesta volta alla Serie A2, dove si classifica undicesima al termine del girone di andata e nona nella classifica finale del campionato.

## Organigramma societario
Area direttiva
- Presidente: Giammarco Bisogno
- Vicepresidente: Guglielmo Ascheri
- Direttore sportivo: Fabio Mechini
- Responsabile amministrativo: Monia Lupi

Area tecnica
- Allenatore: Lorenzo Turbertini (fino al 25 ottobre 2021), Paolo Montagnani (dal 26 ottobre 2021)
- Allenatore in seconda: Paolo Falabella
- Scout Man: Omar Fabian Pelillo
- Responsabile settore giovanile: Luigi Banella
- Coordinatore settore giovanile: Michele Delvecchio

Area comunicazione
- Ufficio stampa: Gennaro Groppa
- Responsabile comunicazione: Chiara Li Volti
- Fotografo: Paolo Lazzeroni
- Speaker: Giacomo Muzzi
- Video e media: Lorenzo Bianciardi

Area marketing
- Responsabile ufficio marketing: Guglielmo Ascheri
- Responsabile commerciale: Alessandro Fanetti
- Biglietteria: Benedetta Collini

Area sanitaria
- Medico: Flavio D'Ascenzi, Mauro Picchi
- Fisioterapista: Francesco Alfatti, Antonella Pietri
- Preparatore atletico: Omar Fabian Pelillo

## Rosa
| N° | Nome                  | Ruolo | Data di nascita  | Nazionalità sportiva |
| -- | --------------------- | ----- | ---------------- | -------------------- |
| 1  | Riccardo Pinelli      | P     | 17 febbraio 1991 | Italia               |
| 2  | Nicola Tupone         | L     | 26 novembre 1995 | Italia               |
| 3  | Simone Parodi         | S     | 16 giugno 1986   | Italia               |
| 4  | Alessandro Sorgente   | L     | 4 dicembre 1993  | Italia               |
| 5  | Filippo Ciulli        | P     | 7 luglio 1994    | Italia               |
| 6  | Marco Rocco Panciocco | S     | 3 novembre 1999  | Italia               |
| 8  | Giuseppe Ottaviani    | S     | 12 dicembre 1991 | Italia               |
| 9  | Tiziano Mazzone       | S     | 22 luglio 1995   | Italia               |
| 10 | Andrea Mattei         | C     | 23 luglio 1993   | Italia               |
| 12 | Samuel Onwuelo        | O     | 18 aprile 1997   | Italia               |
| 13 | Andrea Rossi          | C     | 14 febbraio 1989 | Italia               |
| 14 | Ivan Kuznecov         | S     | 13 novembre 1999 | Russia               |
| 15 | Marinfranco Agrusti   | C     | 26 gennaio 1999  | Italia               |
| 17 | Dario Iannaccone      | S     | 24 luglio 2001   | Italia               |

## Mercato
| Acquisti | Acquisti            | Acquisti            | Acquisti   |
| R.       | Nome                | da                  | Modalità   |
| -------- | ------------------- | ------------------- | ---------- |
| C        | Marinfranco Agrusti | Alessano            | definitivo |
| S        | Dario Iannaccone    | Roma Club           | definitivo |
| S        | Ivan Kuznecov       | Belogor'e           | definitivo |
| C        | Andrea Mattei       | Tricolore           | definitivo |
| S        | Tiziano Mazzone     | Rinascita Lagonegro | definitivo |
| O        | Samuel Onwuelo      | Top Volley Latina   | definitivo |
| S        | Giuseppe Ottaviani  | New Mater           | definitivo |
| S        | Simone Parodi       | Prisma Taranto      | definitivo |
| P        | Riccardo Pinelli    | Tricolore           | definitivo |
| C        | Andrea Rossi        | Top Volley Latina   | definitivo |
| L        | Alessandro Sorgente | Lupi Santa Croce    | definitivo |

| Cessioni | Cessioni               | Cessioni           | Cessioni   |
| R.       | Nome                   | a                  | Modalità   |
| -------- | ---------------------- | ------------------ | ---------- |
| C        | Rocco Barone           | Porto Viro         | definitivo |
| P        | Niccolò Crivellari     | ?                  | -          |
| S        | Ferdinando Della Volpe | Sestese            | definitivo |
| P        | Marco Fabroni          | Porto Viro         | definitivo |
| S        | Leonardo Fantauzzo     | Folgore Massa      | definitivo |
| L        | Pasquale Fusco         | Impavida Ortona    | definitivo |
| S        | Ivan Kuznecov          | Samotlor           | definitivo |
| S        | Jacopo Massari         | Hebăr              | definitivo |
| C        | Pietro Milordini       | Colle              | definitivo |
| S        | Tiziano Mazzone        | Atlantide Brescia  | definitivo |
| O        | Yuri Romanò            | Powervolley Milano | definitivo |
| C        | Andrea Truocchio       | New Mater          | definitivo |
| S        | Igor Yudin             | Visła Bydgoszcz    | definitivo |
| C        | Matteo Zamagni         | Tricolore          | definitivo |

## Risultati

### Serie A2

#### Girone di andata
| 1ª Giornata - 10 ottobre 2021 PalaMensSana, Siena                     | Emma Villas      | 0 - 3 | Motta               | 19-25, 19-25, 16-25               |
| 2ª Giornata - 17 ottobre 2021 PalaBursi, Rubiera                      | Tricolore        | 3 - 0 | Emma Villas         | 25-22, 25-23, 25-19               |
| 3ª Giornata - 23 ottobre 2021 PalaMensSana, Siena                     | Emma Villas      | 0 - 3 | Olimpia Bergamo     | 19-25, 21-25, 22-25               |
| 4ª Giornata - 31 ottobre 2021 PalaManera, Mondovì                     | Mondovì          | 0 - 3 | Emma Villas         | 21-25, 22-25, 30-32               |
| 5ª Giornata - 7 novembre 2021 PalaMensSana, Siena                     | Emma Villas      | 3 - 1 | Rinascita Lagonegro | 25-22, 25-21, 27-29, 25-19        |
| 6ª Giornata - 14 novembre 2021 Palasport Comunale, Ortona             | Impavida Ortona  | 1 - 3 | Emma Villas         | 22-25, 18-25, 25-22, 18-25        |
| 7ª Giornata - 21 novembre 2021 PalaMensSana, Siena                    | Emma Villas      | 0 - 3 | Atlantide Brescia   | 24-26, 25-27, 23-25               |
| 8ª Giornata - 28 novembre 2021 Palazzetto dello Sport, Porto Viro     | Porto Viro       | 3 - 0 | Emma Villas         | 25-16, 25-21, 25-18               |
| 9ª Giornata - 5 dicembre 2021 PalaMensSana, Siena                     | Emma Villas      | 0 - 3 | New Mater           | 15-25, 16-25, 21-25               |
| 10ª Giornata - 8 dicembre 2021 PalaCastagnaretta, Cuneo               | Cuneo            | 3 - 2 | Emma Villas         | 24-26, 25-18, 27-25, 23-25, 15-13 |
| 12ª Giornata - 19 dicembre 2021 PalaFrancescucci, Casnate con Bernate | Libertas Brianza | 0 - 3 | Emma Villas         | 20-25, 19-25, 21-25               |
| 13ª Giornata - 19 gennaio 2022 PalaMensSana, Siena                    | Emma Villas      | 0 - 3 | Lupi Santa Croce    | 17-25, 17-25, 14-25               |

#### Girone di ritorno
| 14ª Giornata - 2 gennaio 2022 PalaVicentini, Caorle                   | Motta               | 3 - 1 | Emma Villas      | 25-17, 25-21, 19-25, 25-13        |
| 15ª Giornata - 23 febbraio 2022 PalaMensSana, Siena                   | Emma Villas         | 3 - 2 | Tricolore        | 13-25, 17-25, 25-17, 25-17, 16-14 |
| 16ª Giornata - 16 gennaio 2022 PalaPozzoni, Cisano Bergamasco         | Olimpia Bergamo     | 3 - 0 | Emma Villas      | 25-20, 25-21, 25-18               |
| 17ª Giornata - 10 marzo 2022 PalaMensSana, Siena                      | Emma Villas         | 3 - 0 | Mondovì          | 25-23, 25-21, 25-15               |
| 18ª Giornata - 13 febbraio 2022 Palasport Villa D'Agri, Marsicovetere | Rinascita Lagonegro | 3 - 2 | Emma Villas      | 25-21, 25-18, 23-25, 20-25, 15-10 |
| 19ª Giornata - 6 febbraio 2022 PalaMensSana, Siena                    | Emma Villas         | 1 - 3 | Impavida Ortona  | 25-18, 25-27, 23-25, 19-25        |
| 20ª Giornata - 20 febbraio 2022 PalaSanFilippo, Brescia               | Atlantide Brescia   | 3 - 1 | Emma Villas      | 25-20, 25-19, 23-25, 25-23        |
| 21ª Giornata - 27 febbraio 2022 PalaMensSana, Siena                   | Emma Villas         | 3 - 0 | Porto Viro       | 25-20, 25-23, 25-17               |
| 22ª Giornata - 6 marzo 2022 PalaGrotte, Castellana Grotte             | New Mater           | 1 - 3 | Emma Villas      | 25-22, 21-25, 15-25, 30-32        |
| 23ª Giornata - 13 marzo 2022 PalaMensSana, Siena                      | Emma Villas         | 3 - 2 | Cuneo            | 24-26, 25-16, 25-17, 22-25, 15-13 |
| 25ª Giornata - 27 marzo 2022 PalaMensSana, Siena                      | Emma Villas         | 2 - 3 | Libertas Brianza | 25-20, 23-25, 25-27, 25-22, 12-15 |
| 26ª Giornata - 7 aprile 2022 PalaParenti, Santa Croce sull'Arno       | Lupi Santa Croce    | 0 - 3 | Emma Villas      | 24-26, 21-25, 19-25               |

## Statistiche

### Statistiche di squadra
| Competizione | Punti | In casa | In casa | In casa | In trasferta | In trasferta | In trasferta | Totale | Totale | Totale |
| Competizione | Punti | G       | V       | P       | G            | V            | P            | G      | V      | P      |
| ------------ | ----- | ------- | ------- | ------- | ------------ | ------------ | ------------ | ------ | ------ | ------ |
| Serie A2     | 31    | 12      | 5       | 7       | 12           | 5            | 7            | 24     | 10     | 14     |
| Totale       | -     | 12      | 5       | 7       | 12           | 5            | 7            | 24     | 10     | 14     |

G = partite giocate; V = partite vinte; P = partite perse 

### Statistiche dei giocatori
| Giocatore     | Serie A2 | Serie A2 | Serie A2 | Serie A2 | Serie A2 | Totale | Totale | Totale | Totale | Totale |
| Giocatore     | P        | PT       | AV       | MV       | BV       | P      | PT     | AV     | MV     | BV     |
| ------------- | -------- | -------- | -------- | -------- | -------- | ------ | ------ | ------ | ------ | ------ |
| M. Agrusti    | 4        | 3        | 1        | 1        | 1        | 4      | 3      | 1      | 1      | 1      |
| F. Ciulli     | 24       | 4        | 1        | 2        | 1        | 24     | 4      | 1      | 2      | 1      |
| D. Iannaccone | 14       | 1        | 1        | 0        | 0        | 14     | 1      | 1      | 0      | 0      |
| I. Kuznetsov  | 12       | 60       | 46       | 11       | 3        | 12     | 60     | 46     | 11     | 3      |
| A. Mattei     | 23       | 184      | 114      | 60       | 10       | 23     | 184    | 114    | 60     | 10     |
| T. Mazzone    | 5        | 12       | 9        | 2        | 1        | 5      | 12     | 9      | 2      | 1      |
| S. Onwuelo    | 24       | 368      | 319      | 28       | 21       | 24     | 368    | 319    | 28     | 21     |
| G. Ottaviani  | 23       | 190      | 163      | 9        | 18       | 23     | 190    | 163    | 9      | 18     |
| M. Panciocco  | 24       | 274      | 232      | 29       | 13       | 24     | 274    | 232    | 29     | 13     |
| S. Parodi     | 18       | 107      | 89       | 14       | 4        | 18     | 107    | 89     | 14     | 4      |
| R. Pinelli    | 22       | 29       | 1        | 19       | 9        | 22     | 29     | 1      | 19     | 9      |
| A. Rossi      | 24       | 190      | 126      | 55       | 9        | 24     | 190    | 126    | 55     | 9      |
| A. Sorgente   | 24       | 0        | 0        | 0        | 0        | 24     | 0      | 0      | 0      | 0      |
| N. Tupone     | 6        | 0        | 0        | 0        | 0        | 6      | 0      | 0      | 0      | 0      |

P = presenze; PT = punti totali; AV = attacchi vincenti; MV = muri vincenti; BV = battute vincenti